# Meritaje
El meritaje (de mérito, del latín meritāre 'trabajar a sueldo', 'servir en la milicia'), es la actividad dirigida a obtener y merecer un reconocimiento o posición laboral, social o económica. Es habitual en las estructuras burocrácticas administrativas públicas, militares y policiales, de selección de personal externo o interno para la promoción y mejora. También se utiliza en cualquier otra actividad, deportiva, social o económica en la que se deba realizar una serie de hitos o procesos selectivos relacionados con el mérito y el reconocimiento, en muchas ocasiones en situación de competencia.

## Meritaje y meritocracia
El meritaje o selección por méritos para puestos públicos o privados no debe confundirse con la meritocracia o gobierno de los considerados mejores que accederían a los puestos de gobierno, políticos y económicos por procesos meritocráticos oligárquicos y no democráticos. La meritocracia es criticada por su carácter antidemocrático y elitista y ser generadora de desigualdad social y desigualdad económica y consolidación social de las jerarquías y los privilegios, es decir del Statu quo.

## Selección por meritaje
Los primeros indicios de meritaje en la administración se remontan a la antigüedad, en China. Confucio y Han Fei son dos pensadores que propusieron un sistema se selección de funcionarios donde se valoraba el meritaje si bien se considera que la mayoría de estructuras estatales acababan imponiendo sistemas de meritaje para la selección de los funcionarios. También se considera que el meritaje se impuso en la administración francesa por Napoleón Bonaparte. Se buscaba una mayor eficiencia en la selección frente a otros sistemas de selección jerárquicos, familiares o por influencias de cualquier tipo que podían corromper las distintas estructuras burocrácticas y militares de los distintos Estados. 
Los gobiernos y organismos que utilizan los méritos y capacidades para la selección de puestos de funcionarios u otros deben evaluar objetivamente el talento, la educación formal y la competencia pero estableciendo correcciones para los sectores sociales más desfavorecidos y así facilitar su integración: mecanismos de discriminación positiva y acceso a puestos de trabajo de personas con discapacidad física y mental. Es decir, los méritos deben equilibrarse con elementos de igualdad social ya que en caso contrario el meritaje se puede convertir en jerarquía oligárquica.

### Igualdad, mérito y capacidad
En los procesos selectivos de evaluación del meritaje es habitual incluir cláusulas que reconozcan la objetividad de los procedimientos, así, por ejemplo, se alude en la Constitución Española a los principios de igualdad, mérito y capacidad en los procesos selectivos competitivos.

### No discriminación por sexo, raza, religión o status social
El meritaje objetivo no hace distinción en sus procedimientos selectivos y valorativos por razones de sexo, raza, religión, riqueza, prestigio o posición social, entre otros factores biológicos o culturales. El mérito del esfuerzo individual se entiende como un criterio más justo que otros para la distribución de los premios y las ventajas sociales asociadas.